# Hijar

Herb gminy Híjar

Hijar (arag. Íxar) – gmina w Hiszpanii, w Aragonii, w prowincji Teruel, w comarce Baix Martín.
Powierzchnia gminy wynosi 165,4 km². Zgodnie z danymi INE, w 2005 roku liczba ludności wynosiła 1949, a gęstość zaludnienia 11,78 osoby/km². Wysokość bezwzględna gminy równa jest 291 metrów. Współrzędne geograficzne gminy to 41°10'26"N, 0°26'56"E. Kod pocztowy do gminy to 44530.

## Demografia
| 1991 | 1996 | 2001 | 2004 | 2005 |
| ---- | ---- | ---- | ---- | ---- |
| 2102 | 1974 | 1928 | 1907 | 1949 |